# Hypostomus carvalhoi
Hypostomus carvalhoi är en fiskart som först beskrevs av Miranda Ribeiro, 1937.  Hypostomus carvalhoi ingår i släktet Hypostomus och familjen Loricariidae. Inga underarter finns listade i Catalogue of Life.